# Phytomyza calthivora
Phytomyza calthivora este o specie de muște din genul Phytomyza, familia Agromyzidae, descrisă de Friedrich Georg Hendel în anul 1934. Conform Catalogue of Life specia Phytomyza calthivora nu are subspecii cunoscute.